# Jean-Charles Sabattier
Jean-Charles Sabattier est un journaliste sportif, commentateur sportif et animateur de télévision français né le 17 février 1967 à Paris.

## Biographie
Jean-Charles Sabattier naît à Paris. Alors qu'il est âgé d'un mois, sa famille quitte l'Île-de-France pour Berlin-Ouest, pour des raisons professionnelles. Après 25 ans passés en Allemagne, il revient en France.
Il rejoint Canal+ dans les années 1990 en tant que journaliste sportif. Il y commente les matchs de football du championnat de France de football. Puis commente les matchs de Bundesliga sur les chaînes du Groupe Canal+, il devient d'ailleurs le spécialiste du football allemand dans l'émission L'Équipe du dimanche et couvre les clubs allemands lors de la Ligue des champions.
Parallèlement, il couvre des compétitions sportives américaines telles que l'US Open de tennis, des matchs de hockey sur glace de la NHL ou de basket-ball de la NBA.
Depuis 2008, il présente chaque samedi le 11 d'Europe sur Canal+ Sport.
À la rentrée 2012, il anime une nouvelle émission Der Spezialist.
À la rentrée 2013, il participe au Canal Champions Club lors des matchs des clubs allemands avec Nathalie Iannetta et Pierre Ménès. Il remplace également occasionnellement Thomas Thouroude dans l'émission L'Equipe du Dimanche qui parle des matchs européens du week-end.
N'ayant plus les droits télé pour la Bundesliga sur Canal+, il rejoint beIN Sports en septembre 2015. Il commente les affiches de la Bundesliga et les matchs européens des clubs allemands avec Patrick Guillou. Il présente également, chaque semaine, La Buli de Charly, récapitulant tous les faits marquants de la dernière journée de la Bundesliga.

## Vie privée
Il est marié avec Nathalie Iannetta qui travaillait jusqu'en 2014 sur la chaîne cryptée en tant que présentatrice de la Grande soirée Ligue des Champions. Ils ont une fille (Salomé) et un fils (Oscar).